# Nectophrynoides pseudotornieri
Nectophrynoides pseudotornieri är en groddjursart som beskrevs av Menegon, Salvidio och Simon Loader 2004. Nectophrynoides pseudotornieri ingår i släktet Nectophrynoides och familjen paddor. IUCN kategoriserar arten globalt som starkt hotad. Inga underarter finns listade i Catalogue of Life.